# Kup maršala Tita 1973.
Kup maršala Tita 1973., također poznat kao Kup Jugoslavije u nogometu 1973., bila je dvadeset i šesta sezona Kupa Jugoslavije u nogometu nakon Drugog svjetskog rata.

U natjecanju je sudjelovalo ukupno 2667 momčadi: iz republičkih kupova plasirao se 14 momčadi koje su se pridružile 18 prvoligaškim klubovima  u nacionalnom kupu kojim upravlja FSJ. Započeo je 11. kolovoza 1973., a završio 28. studenoga iste godine.
Bilo je to prvo (od dva) izdanja koja su se održala u jesenskom razdoblju (od kolovoza do studenog, s finalom 29., na Dan Republike). Postojala je praznina od godinu i pol u odnosu na prethodno izdanje.
Trofej je osvojio splitski Hajduk (drugi uzastopni uspjeh), svladavši u finalu Crvenu zvezdu. Splićanima je to bio treći naslov u ovom natjecanju.

Budući da je Hajduk osvojio i prvenstvo, poraženi finalist Crvena zvezda plasirala se u Kup pobjednika kupova 1974./75.

## Turnir
Ponovno su promijenjene propozicije: finalna utakmica igra se u studenom – na Dan Republike. Osim toga, finalni dio (pod vodstvom FSJ) računao se od šesnaestine finala.

U šesnaestini finala dogodilo se veliko iznenađenje: Timok iz Zaječara pobijedio je prošlogodišnjeg finalista zagrebački Dinamo rezultatom 3:1. Timok je bio član Srpske lige. Ništa manje iznenađenje nije napravio Rudar iz Kakana koji je eliminirao Sarajevo boljim izvođenjem jedanaesteraca.

No, Timok je ispao već u osmini finala, kada je poražen od sarajevskog Železničara s 8:1.

I u osmini finala Zagreb je napravio veliko iznenađenje svladavši Partizan usred Beograda 4:1. U sljedećem kolu Zagreb je pobijedio Maribor, ali je u polufinalu kao gost poražen od Crvene zvezde sa 7:2. Osim ove pobjede, Crvena zvezda je u finalu pobijedila Čelik i niški Radnički.

Nakon velike pobjede nad domaćim rivalom Splitom, Hajduk je u četvrtfinalnom dvoboju protiv banjalučkog Borca dobio tek u produžecima. U polufinalu je na jedanaesterace izbacio Željezničar.

Hajduk je drugi put zaredom osvojio kup.

## Sudionici
18 sudionika Prve savezne lige 1972./73. kvalificiralo se direktno. Ostalih 14 ekipa (u žutom) plasirale su se kroz republičke kupove.
| rang         | Slovenija            | Hrvatska                                | Bosna i Hercegovina                                                                       | Srbija                              | Srbija                                                        | Srbija   | Crna Gora         | Makedonija       |
| rang         | Slovenija            | Hrvatska                                | Bosna i Hercegovina                                                                       | Vojvodina                           | Središnja Srbija                                              | Kosovo   | Crna Gora         | Makedonija       |
| ------------ | -------------------- | --------------------------------------- | ----------------------------------------------------------------------------------------- | ----------------------------------- | ------------------------------------------------------------- | -------- | ----------------- | ---------------- |
| 1. rang      | - Olimpija Ljubljana | - Dinamo Zagreb - Hajduk Split - Zagreb | - Borac Banja Luka - Čelik Zenica - Sarajevo - Sloboda Tuzla - Velež Mostar - Željezničar | - Vojvodina                         | - OFK Beograd - Bor - Crvena zvezda - Partizan - Radnički Niš |          |                   | - Vardar Skoplje |
| 2. rang      | - Maribor            |                                         |                                                                                           | - Dinamo Pančevo - Spartak Subotica | - Šumadija Aranđelovac                                        | - Trepča | - Sutjeska Nikšić |                  |
| 3. rang      |                      | - Belišće - Split                       | - Rudar Kakanj                                                                            | - Hajduk Kula                       | - Sloboda Užice - Timok Zaječar                               |          | - Lovćen Cetinje  | - Ohrid          |
| Niži rangovi |                      |                                         | - Borac Šamac                                                                             |                                     |                                                               |          |                   |                  |

## Šesnaestina završnice
Utakmice odigrane 11. kolovoza 1973.
| klub1                     | klub2                | rezultat       | napomene                                      |
| ------------------------- | -------------------- | -------------- | --------------------------------------------- |
| Split                     | Spartak Subotica     | 1:0            |                                               |
| Vojvodina Novi Sad        | Sloboda Titovo Užice | 2:1            |                                               |
| Borac Bosanski Šamac      | OFK Beograd          | 0:4            |                                               |
| Rudar Kakanj              | Sarajevo             | 1:1 (5:4 11 m) | Rudar prošao boljim izvođenjem jedanaesteraca |
| Čelik Zenica              | OFK Bor              | 3:2            |                                               |
| Zagreb                    | Sutjeska Nikšić      | 3:0            |                                               |
| Hajduk Kula               | Šumadija Aranđelovac | 0:5            |                                               |
| Timok Zaječar             | Dinamo Zagreb        | 3:1            |                                               |
| Ohrid                     | Borac Banja Luka     | 3:4            |                                               |
| Hajduk Split              | Vardar Skoplje       | 5:1            |                                               |
| Velež Mostar              | Belišće              | 1:0            |                                               |
| Trepča Kosovska Mitrovica | Radnički Niš         | 0:2            |                                               |
| Željezničar Sarajevo      | Olimpija Ljubljana   | 1:0            |                                               |
| Sloboda Tuzla             | Partizan Beograd     | 0:1            |                                               |
| Maribor                   | Lovćen Cetinje       | 4:0            |                                               |
| Crvena zvezda Beograd     | Dinamo Pančevo       | 2:0            |                                               |

## Osmina završnice
Utakmice odigrane 29. kolovoza 1973.
| klub1                | klub2                 | rezultat | napomene |
| -------------------- | --------------------- | -------- | -------- |
| OFK Beograd          | Vojvodina Novi Sad    | 3:1      |          |
| Timok Zaječar        | Željezničar Sarajevo  | 1:8      |          |
| Split                | Hajduk Split          | 0:5      |          |
| Borac Banja Luka     | Velež Mostar          | 2:0      |          |
| Šumadija Aranđelovac | Radnički Niš          | 0:1      |          |
| Čelik Zenica         | Crvena zvezda Beograd | 0:1      |          |
| Partizan Beograd     | Zagreb                | 1:4      |          |
| Maribor              | Rudar Kakanj          | 3:1      |          |

## Četvrtzavršnica
Utakmice odigrane 3. listopada 1973.
| klub1        | klub2                 | rezultat    | napomene                        |
| ------------ | --------------------- | ----------- | ------------------------------- |
| OFK Beograd  | Željezničar Sarajevo  | 1:3         |                                 |
| Hajduk Split | Borac Banja Luka      | 3:0 (prod.) | Hajduk prošao nakon produžetaka |
| Radnički Niš | Crvena zvezda Beograd | 0:1         |                                 |
| Zagreb       | Maribor               | 3:1         |                                 |

## Poluzavršnica
Utakmice odigrane 14. studenog 1973.
| klub1                 | klub2        | rezultat       | napomene                                       |
| --------------------- | ------------ | -------------- | ---------------------------------------------- |
| Željezničar Sarajevo  | Hajduk Split | 1:1 (3:4 11 m) | Hajduk prošao boljim izvođenjem jedanaesteraca |
| Crvena zvezda Beograd | Zagreb       | 7:2            |                                                |

## Završnica
|              |   |               | 21. studenog | 28. studenog |
| ------------ | - | ------------- | ------------ | ------------ |
| Hajduk Split | – | Crvena zvezda | 1:1          | 2:1          |

### Prva utakmica
| 21. studenog 1973. |             |               |                                                                                     |
| Hajduk Split       | 1:1         | Crvena zvezda | Stadion pod Marjanom, Split Broj gledatelja: 25.000 Sudac: Velibor Ljujić (Beograd) |
| Žungul 57'         | (izvještaj) | 17' Karasi    | Stadion pod Marjanom, Split Broj gledatelja: 25.000 Sudac: Velibor Ljujić (Beograd) |

| Hajduk | Crvena zvezda |

| HAJDUK SPLIT: |  |                 |        |
|               |  |                 |        |
| G             |  | Ivan Katalinić  |        |
| B             |  | Luka Peruzović  |        |
| B             |  | Dragan Holcer   |        |
| B             |  | Ivan Buljan     |        |
| B             |  | Vedran Rožić    |        |
| V             |  | Dražen Mužinić  |        |
| V             |  | Branko Oblak    | Izašao |
| V             |  | Ivica Šurjak    |        |
| N             |  | Jurica Jerković |        |
| N             |  | Mićun Jovanić   | Izašao |
| N             |  | Slaviša Žungul  |        |
| Izmjene:      |  |                 |        |
| V             |  | Željko Mijač    | Ušao   |
| B             |  | Vilson Džoni    | Ušao   |
| Trener:       |  |                 |        |
| Tomislav Ivić |  |                 |        |

| CRVENA ZVEZDA:  |  |                        |  |
|                 |  |                        |  |
| G               |  | Olja Petrović          |  |
| B               |  | Nikola Jovanović       |  |
| B               |  | Kiril Dojčinovski      |  |
| B               |  | Miroslav Pavlović      |  |
| B               |  | Vladislav Bogićević    |  |
| V               |  | Petar Baralić          |  |
| V               |  | Jovan Aćimović         |  |
| V               |  | Vladimir Petrović      |  |
| N               |  | Vojin Lazarević        |  |
| N               |  | Aleksandar Panajotović |  |
| N               |  | Stanislav Karasi       |  |
| Trener:         |  |                        |  |
| Miljan Miljanić |  |                        |  |

### Druga utakmica
| 28. studenog 1973. |             |                         |                                                                                    |
| Crvena zvezda      | 1:2         | Hajduk Split            | Stadion Crvena zvezda, Beograd Broj gledatelja: 10.000 Sudac: Željko Kurir (Split) |
| Panajotović 87'    | (izvještaj) | 27' Žungul 67' Jerković | Stadion Crvena zvezda, Beograd Broj gledatelja: 10.000 Sudac: Željko Kurir (Split) |

| Crvena zvezda | Hajduk |

| CRVENA ZVEZDA:  |  |                        |        |
|                 |  |                        |        |
| G               |  | Olja Petrović          |        |
| B               |  | Nikola Jovanović       | Izašao |
| B               |  | Kiril Dojčinovski      |        |
| B               |  | Miroslav Pavlović      |        |
| V               |  | Vladislav Bogićević    |        |
| V               |  | Petar Baralić          |        |
| V               |  | Jovan Aćimović         |        |
| V               |  | Vladimir Petrović      |        |
| N               |  | Vojin Lazarević        |        |
| N               |  | Aleksandar Panajotović |        |
| N               |  | Stanislav Karasi       |        |
| Izmjene:        |  |                        |        |
| V               |  | Zoran Antonijević      | Ušao   |
| Trener:         |  |                        |        |
| Miljan Miljanić |  |                        |        |

| HAJDUK SPLIT: |  |                 |        |
|               |  |                 |        |
| G             |  | Rizah Mešković  |        |
| B             |  | Luka Peruzović  | Izašao |
| B             |  | Dragan Holcer   |        |
| B             |  | Ivan Buljan     |        |
| B             |  | Vedran Rožić    |        |
| B             |  | Vilson Džoni    |        |
| V             |  | Dražen Mužinić  |        |
| V             |  | Branko Oblak    |        |
| V             |  | Ivica Šurjak    |        |
| N             |  | Jurica Jerković |        |
| N             |  | Slaviša Žungul  |        |
| Izmjene:      |  |                 |        |
| B             |  | Mario Boljat    | Ušao   |
| Trener:       |  |                 |        |
| Tomislav Ivić |  |                 |        |

## Poveznice
- Prva savezna liga 1973./74.
- Druga savezna liga 1973./74.
- 3. ligaški rang 1973./74.

## Vanjske poveznice
- RSSSF
- Jugoslavija - Detalji finala Kupa 1947.-2001
- exyufudbal.in.rs
- lavkup.com
- bihsoccer.com